# Ficinia anysbergensis
Ficinia anysbergensis là loài thực vật có hoa trong họ Cói. Loài này được Muasya mô tả khoa học đầu tiên năm 2005.